# Marblehead (Ohio)
Marblehead è un villaggio degli Stati Uniti d'America, situato nello stato dell'Ohio, nella contea di Ottawa.